# Zamira Manzur
Zamira Marijose Manzur Lizarraga (Toluca, Estado de México, 19 de abril de 2003) es una futbolista mexicana, juega como delantera y su equipo actual es el Deportivo Toluca Femenil de la Primera División Femenil de México. Mide 1.7 metros y pesa 57 kilogramos. 

## Trayectoria
El Director Técnico, Juan Carlos Mendoza la presentó como refuerzo para el Clausura 2018. En el 2017 fue convocada por la Selección Mexicana Sub-15. Es una promesa del fútbol mexicano.